# Ione (Oregon)
Ione és una població dels Estats Units a l'estat d'Oregon. Segons el cens del 2000 tenia 321 habitants.

## Demografia
Segons el cens del 2000, Ione tenia 321 habitants, 127 habitatges, i 86 famílies. La densitat de població era de 213,7 habitants per km².
Dels 127 habitatges en un 32,3% hi vivien nens de menys de 18 anys, en un 59,1% hi vivien parelles casades, en un 6,3% dones solteres, i en un 31,5% no eren unitats familiars. En el 29,1% dels habitatges hi vivien persones soles el 10,2% de les quals corresponia a persones de 65 anys o més que vivien soles. El nombre mitjà de persones vivint en cada habitatge era de 2,53 i el nombre mitjà de persones que vivien en cada família era de 3,09.
Per edats la població es repartia de la següent manera: un 28,3% tenia menys de 18 anys, un 5,6% entre 18 i 24, un 29,6% entre 25 i 44, un 20,6% de 45 a 60 i un 15,9% 65 anys o més.
L'edat mediana era de 38 anys. Per cada 100 dones de 18 o més anys hi havia 111 homes.
La renda mediana per habitatge era de 37.500$ i la renda mediana per família de 43.750$. Els homes tenien una renda mediana de 32.143$ mentre que les dones 21.250$. La renda per capita de la població era de 14.531$. Aproximadament el 5,8% de les famílies i el 6,2% de la població estaven per davall del llindar de pobresa.

## Poblacions més properes
El següent diagrama mostra les poblacions més properes.